# 贡塔卡尔
贡塔卡尔（Guntakal），是印度安得拉邦Anantapur县的一个城镇。总人口117403（2001年）。

## 人口
该地2001年总人口117403人，其中男性59364人，女性58039人；0—6岁人口12393人，其中男6206人，女6187人；识字率64.66%，其中男性为74.09%，女性为55.00%。